# 樵店乡
樵店乡，是中华人民共和国四川省广元市剑阁县下辖的一个乡镇级行政单位。

## 行政区划
樵店乡下辖以下地区：
木林村、井田村、蒲李村、新房村、元包村、岱岭村和中岩村。